# Емир Катара
Емир Катара (арап. أمیر دولة قطر) је монарх је и шеф државе Катар. Такође представља врховног команданта Оружаних снага и јемац Устава Катара. Најмоћнија је функција у држави и има истакнуту улогу у спољним односима.
Емири Катара су чланови династије Ел Тани, који потичу из Бану Тамима, једног од највећих племена на Арабијском полуострву.
Актуелни емир је Тамим ибн Хамад ел Тани, који је на овој функцији од 25. јуна 2013. године.